# Karl Ludwig von Zastrow
Karl Ludwig von Zastrow (* 12. Mai 1784 in Potsdam; † 4. September 1835 in Glogau) war ein preußischer Generalmajor.

## Leben

### Herkunft
Karl Ludwig entstammte der Familie Zastrow. Er war ein Sohn des preußischen Generals Wilhelm von Zastrow (1752–1830) und dessen Ehefrau Louise, geborene Freiin von Langenthal. 

### Militärkarriere
Zastrows besuchte die Académie militaire und wurde Anfang Dezember 1800 als Kornett im Regiment Gens d’armes der Preußischen Armee angestellt. Ein Jahr später avancierte er zum Sekondeleutnant und diente in den Jahren 1802/05 als Regimentsadjutant. Während des Vierten Koalitionskrieges nahm Zastrow an der Schlacht bei Auerstedt teil, wurde bei Wichmannsdorf verwundet und gefangen genommen. Es gelang ihm zu entkommen und sich nach Ostpreußen durch zu schlagen. Daraufhin wurde er Mitte März 1807 als Premierleutnant dem Husarenregiment „von Prittwitz“ aggregiert. In der Schlacht bei Heilsberg bewährte Zastrow sich und erhielt den Orden Pour le Mérite.
Nach dem Frieden von Tilsit stieg Zastrow bis März 1810 zum Rittmeister und Eskadronchef. Er nahm 1812 am Russlandfeldzug teil und kämpfte in den Gefechten bei Bausk, Dünaburg und Ragnit, wo er schwer verwundet wurde. Als Major war er von Ende März bis Anfang Dezember 1813 Eskadronchef im Ostpreußischen National-Kavallerieregiment. Anschließend wurde Zastrow in gleicher Funktion in das Brandenburgische Husaren-Regiment versetzt.
In den Befreiungskriegen kämpfte Zastrow u. a. in der Schlacht an der Katzbach, wo er abermals verwundet wurde, bei Laon, Montmirail, Château-Thierry, Ligny und bei Wavre. Sein Verhalten wurde durch die Verleihung beider Klassen des Eisernen Kreuzes gewürdigt.
Nachdem er zwischenzeitlich vom König geschäftsführend nach Neuchâtel kommandiert war, übernahm er am 29. März 1815 das 5. Ulanen-Regiment als Kommandeur und wurde selben Jahres zum Oberstleutnant sowie im September 1818 zum Oberst befördert. Am 30. Oktober 1825 ernannte man Zastrow zum Kommandeur der 9. Kavallerie-Brigade in Glogau. In dieser Stellung erfolgte am 30. März 1828 seine Beförderung zum Generalmajor und anlässlich des Ordensfestes wurde ihm im Januar 1832 der Rote Adlerorden II. Klasse mit Eichenlaub verliehen. Mit seiner Ernennung zum Kommandeur der 9. Division wurde er am 30. März 1835 auch Kommandant von Glogau, wo er ein halbes Jahr an den Folgen seiner Kriegsverletzungen verstarb.

### Familie
Zastrow heiratete 1815 Maria Olympia von Pourtalès (1797–1868). Aus der 1829 geschiedenen Ehe gingen folgende Kinder hervor:
- Karl (1816–1826)
- Friedrich (Fritz) Wilhelm (1818–1883), preußischer Major a. D.
- Adolf August (1819–1848), gefallen in Berlin als Leutnant im 2. Garde-Ulanen-Regiment
- Ludwig (Louis) Gustav (1822–1885), Rittmeister a. D. ⚭ Marie Grosse (1844–1881)

In zweiter Ehe heiratete er 1833 Editha Sophie von Miltitz (1810–1864), Tochter des Generals Dietrich von Miltitz. Das Paar hatte einen Sohn und eine Tochter:
- Dietrich Friedrich Karl (1833–1893), k.u.k Leutnant a. D.

⚭ 1862 (in Philadelphia, Provinz Minas Gerais, Brasilien) Klara Euphrosine de Guimaraes e Castro († 1871)
⚭ 1871 Delfina Veridiana da Silva
- Editha (1835–1837)